# Howard Katalin angol királyné
Ez a szócikk részben vagy egészben  a   Catherine Howard című angol Wikipédia-szócikk ezen változatának fordításán alapul.  Az eredeti cikk szerkesztőit annak laptörténete sorolja fel. Ez a jelzés csupán a megfogalmazás eredetét és a szerzői jogokat jelzi, nem szolgál a cikkben szereplő információk forrásmegjelöléseként.
Howard Katalin (Catherine/Katherine/Katheryn Howard, 1523 körül – 1542. február 13.) angol királyné volt 1540 és 1541 között, VIII. Henrik angol király ötödik feleségeként. Apja, Lord Edmund Howard a testvére volt Elizabeth Howardnak, Boleyn Anna angol királyné anyjának, így Boleyn Anna, VIII. Henrik második felesége, és Howard Katalin, VIII. Henrik ötödik felesége unokatestvérek voltak.
Nagybátyja, Thomas Howard, Norfolk 3. hercege befolyásos politikus volt, és bejuttatta Katalint a királyi udvarba, Klevei Anna királyné háztartásába, itt figyelt fel rá VIII. Henrik. 1540. július 28-án házasodtak össze, tizenkilenc nappal VIII. Henrik és Klevei Anna házasságának érvénytelenítése után.
1541. novemberében Katalint megfosztották a királynéi címtől, és 1542. február 13-án lefejezték felségsértésért és házasságtörésért.

## Származása és családja
Howard Katalin arisztokrata családból származott: Thomas Howardnak, Norfolk második hercegének (1443 – 1524) volt az unokája. Apja, Lord Edmund Howard  (1478 körül – 1539) a herceg harmadszülött fia volt, és a korabeli angol törvények értelmében mindent az elsőszülött fiú örökölt, így Edmund nem volt vagyonos ember.
Katalin anyja, Joyce Culpeper (1480 körül – 1528 körül) több gyermeket hozott a házasságba, akik első férjétől, Ralp Leigh-től (1476 körül – 1509) születtek. Edmundnak és Joycenak ezután még hat vagy hét közös gyermeke is született. A nagy család eltartása nem volt egyszerű, így Edmundnak gyakran kellett gazdagabb rokonok támogatásáért könyörögnie.
Felesége halála után Edmund még kétszer házasodott. 1531-ben kinevezték Calais parancsnokának, ahonnan 1539-ben menesztették. 1539 márciusában meghalt.
Katalin apjának húga, Elizabeth Howard Boleyn Anna édesanyja volt, így Katalin és Anna unokatestvérek voltak, és Katalin közeli rokonságban állt Anna és VIII. Henrik lányával, Lady Elizabethel, a jövőbeli I. Erzsébet királynővel is.
Katalin a másodunokatestvére volt VIII. Henrik harmadik feleségének, Seymour Johannának, mivel Katalin apai nagyanyja, Elizabeth Tilney (1445 előtt – 1497) , és Johanna anyai nagyanyja, Anne Say, testvérek voltak.

## Gyermekkora
Howard Katalin Lord Edmund Howard (1478 körül –1539) és Joyce Culpeper (1480 körül – 1528 körül) lányaként született, anyjának nagyjából tizedik gyermekeként. Születési éve ismeretlen, a fennmaradt családi feljegyzések alapján 1518 és 1524 között született, valószínűleg közelebb a második dátumhoz. Születési helye szintén bizonytalan, valószínűleg a Surrey-grófságbeli Lambeth-ben (ma Dél-London része) született.

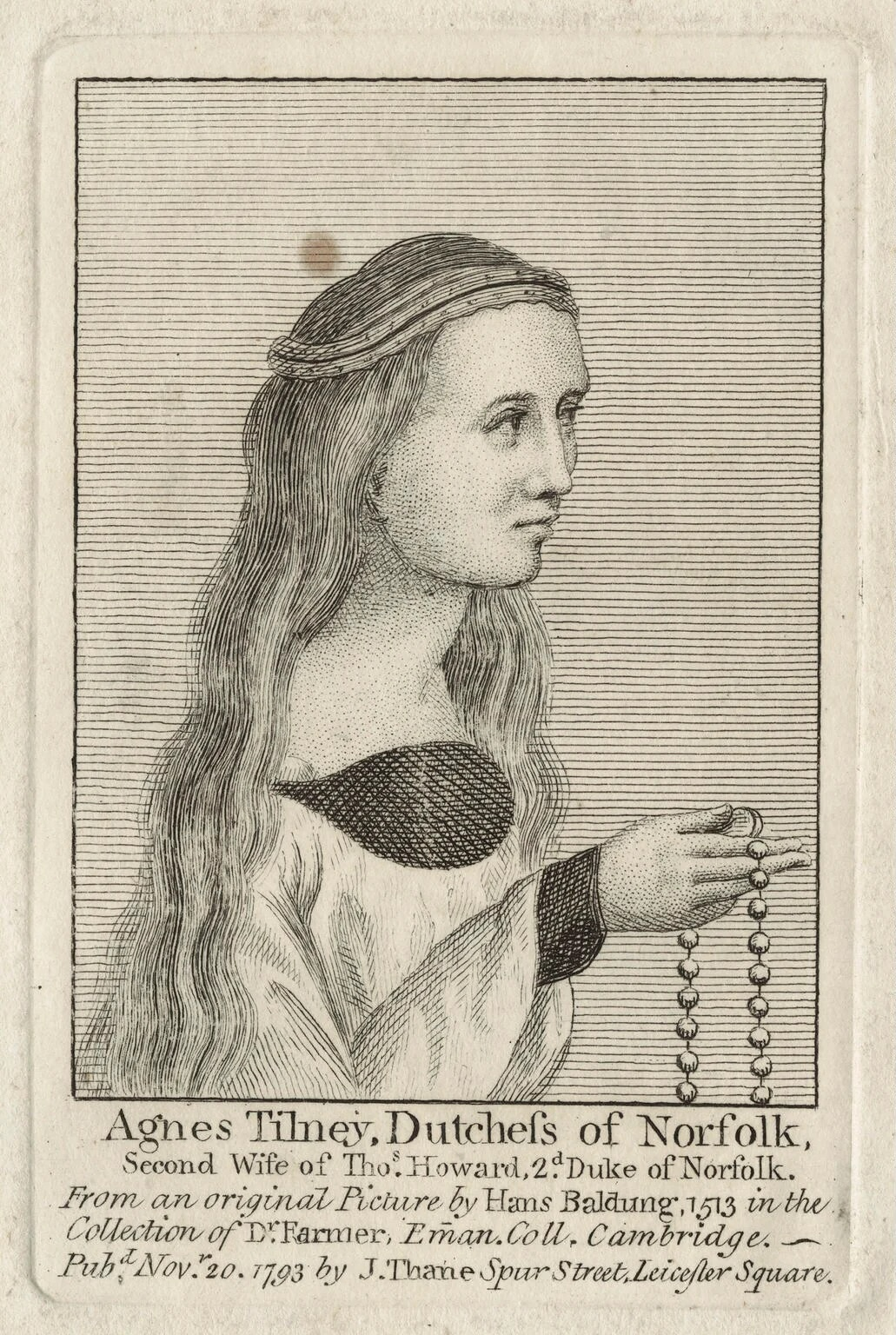
Agnes Howard (sz. Tilney), Norfolk hercegnéje, Thomas Howardnak, Norfolk második hercegének második felesége, Howard Katalin apjának mostohaanyja. 1793-as rézmetszet Hans Baldung 1513-as eredetije után.

Anyja halála után, 1528 körül Katalint és néhány testvérét elküldték apjuk mostohaanyjának, Agnes Howard, Norfolk özvegy hercegnéje háztartásába. Az özvegy hercegné két helyen vezette nagy háztartását: a sussexi Horshamben álló Chesworth House-ban és a lambethi Norfolk House-ban. A háztartást a hercegné több tucat fős személyzete és a gyámsága alatt álló rengeteg gyermek és fiatal, a hercegné többnyire előkelő származású, de szegény rokonainak gyermekei alkották.
Az özvegy hercegné háztartásában kevés volt a fegyelem és a felügyelet, a hercegné maga valószínűleg nem sok figyelmet fordított a gondjára bízott gyermekekre, és sok időt töltött a király udvarban.
Katalin megtanult írni és olvasni, de műveltsége messze elmaradt VIII. Henrik néhány másik feleségéé mögött. Kortárs leírások szerint eleven és vidám lány volt, de senki nem írta le tudományos érdeklődésűként vagy istenfélőként. A táncórákat nagyon szerette, de gyakran itt is elterelődött a figyelme, és viccelődni kezdett. Szeretett állatokról gondoskodni, különösen kutyákról.
Norfolk özvegy hercegnéjének háztartásában Katalin idősebb lányok befolyása alá került, akik titokban férfiakat engedtek be a hálószobájukba, és éjszakánként velük szórakoztak. Ezekhez az alkalmakhoz ételt és bort loptak a konyháról.

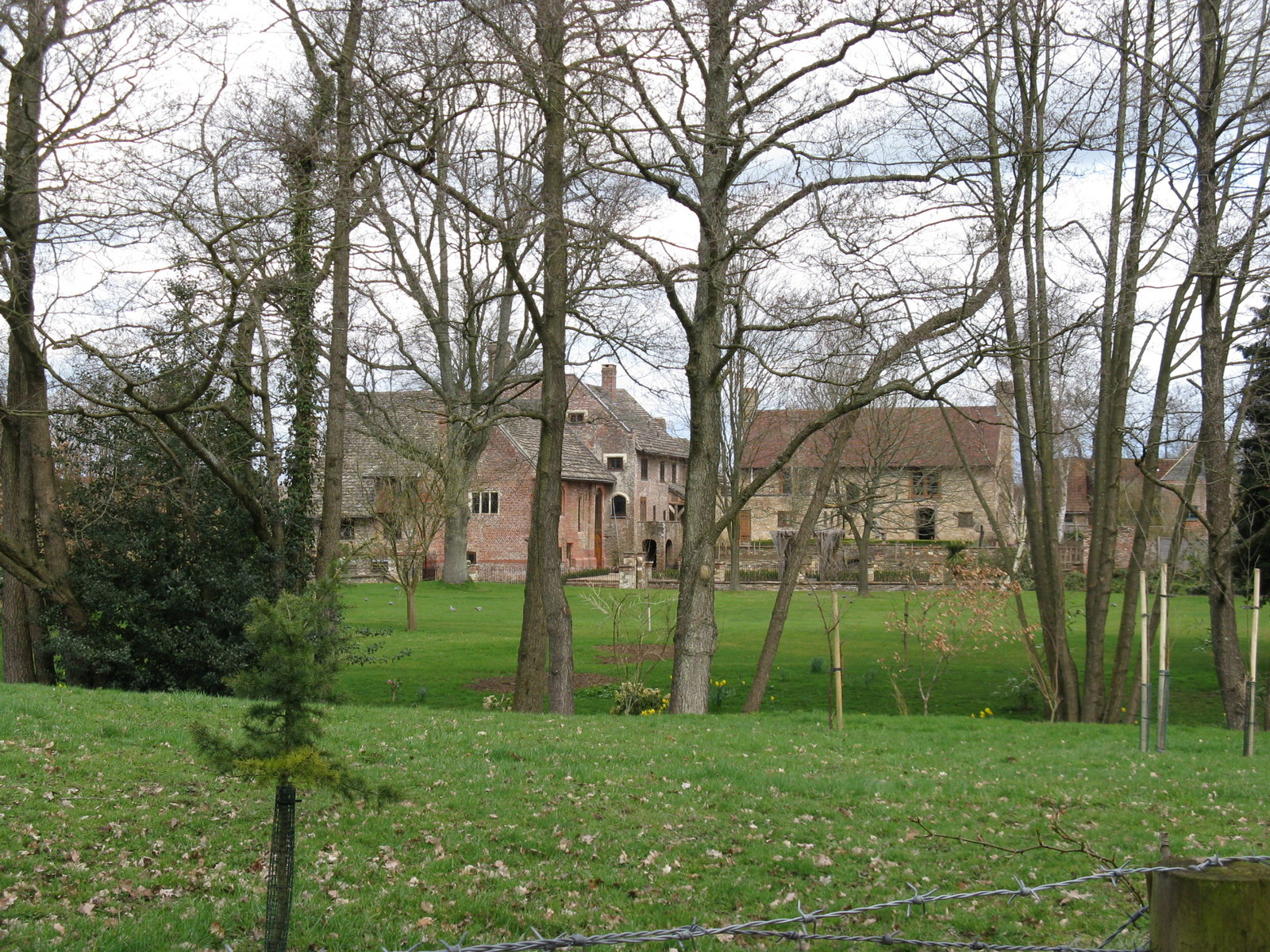
Chesworth House, Horsham, Sussex-megye 2010-ben.

1536 körül Katalin elkezdett zenét tanulni két tanártól. Egyikük volt Henry Mannox, akinek pontos kora ismeretlen. Egyesek szerint harmincas évei végén járt, talán harminchat éves volt, de Katalin legtöbb életrajzírója szerint húszas évei elején vagy közepén volt. A tanár és diákja kapcsolatot kezdtek, a legtöbb életrajzíró (így Retha M. Warnicke és Conor Byrne) szerint Mannox kihasználta és bántalmazta Katalint 1536 és 1538 között.
Mások (mint Gareth Russell) szerint a kapcsolat sokkal rövidebb ideig tartott, és Mannox nagyjából egykorú volt Katalinnal, de Russell is "több szempontból helytelennek" tartotta a kapcsolatot. Russell véleménye szerint Katalint idővel egyre jobban taszította Mannox nyomásgyakorlása, amivel az rá akarta venni a fiatal lányt, hogy szexuális kapcsolatot kezdjenek, és dühítették a szolgák között terjedő pletykák is a kapcsolatuk részleteiről.
Amikor, már mint VIII. Henrik felesége, Katalin bíróság elé került házasságtörés vádjával, ő és Mannox is bevallotta, hogy szexuális jellegű tevékenységeket folytattak, de tagadták, hogy közösültek is volna.
1538 tavasza körül Katalin megszakította a kapcsolatot Mannoxszal. Nem sokkal ezután új kapcsolatot kezdett Francis Derehammel, az özvegy hercegné titkárával. A szeretők későbbi vádak szerint férjnek és feleségnek hívták egymást, és Dereham Katalinra bízta pénzének őrzését, amikor elutazott. Többen, akik ebben az időben Katalin szobatársai voltak, vagy a hercegnét szolgálták, tudtak a viszonyról.
1539-ben az özvegy hercegné tudomást szerzett a kapcsolatról, és véget vetett neki. Dereham egy időre Írországba költözött, de lehetséges, hogy előtte megegyezett Katalinnal arról, hogy visszatérése után összeházasodnak. Amennyiben házassági esküt tettek egymásnak, mielőtt közösültek, a korabeli egyház házasnak tekintette őket, de az eskü megtörténtét vagy meg nem történtét nem lehet igazolni.

## Élete a királyi udvarban

Klevei Anna, VIII. Henrik negyedik felesége ifj, Hans Holbein portréján.

Thomas Howard, Norfolk 3. hercege, Katalin nagybátyja elhelyezte a fiatal lányt udvarhölgyként Klevei Anna királynénak, VIII. Henrik negyedik feleségének udvartartásában.
Itt megismerkedett távoli rokonával, Thomas Culpeperrel, és eleinte fontolgatta, hogy összeházasodik vele.
A király hamarosan felfigyelt a fiatal és vonzó lányra. Mivel Henrik nem érdeklődött különösebben a felesége iránt, fő tanácsadója, Thomas Cromwell, Norfolk hercegének fő politikai ellensége már kereste a megfelelő ötödik menyasszonyt, de vállalkozása egyelőre sikertelennek bizonyult. Norfolk hercege meglátta a lehetőséget, hogy Katalin által visszaszerezze azt a befolyást, amelyet családja rokonuk, Boleyn Anna uralkodása alatt élvezett.
A király egyre jobban érdeklődött Katalin iránt. A középkorú férfit elbűvölte a tizenéves lány fiatalsága, csinossága és élénksége, azt állította, még sosem ismert hozzá hasonlítható nőt. Pár hónappal Katalin érkezése után már értékes ajándékokat kapott a királytól: földet és drága szöveteket.

## Házassága
Henrik és Katalin 1540. július 28-án házasodtak össze az Oatlands-palotában, tizenkilenc nappal Henrik és Klevei Anna házasságának érvénytelenné nyilvánítása után, ugyanazon a napon, amelyen Thomas Cromwellt, Norfolk hercegének politikai ellenfelét kivégezték. Az esküvőt Edmund Bonner londoni püspök celebrálta. Katalin tizennyolc vagy tizenkilenc éves volt, Henrik negyvenkilenc. Katalin mottója a francia "Non autre volonté que la sienne", azaz "Nincs egyéb akarat, mint az övé" lett.

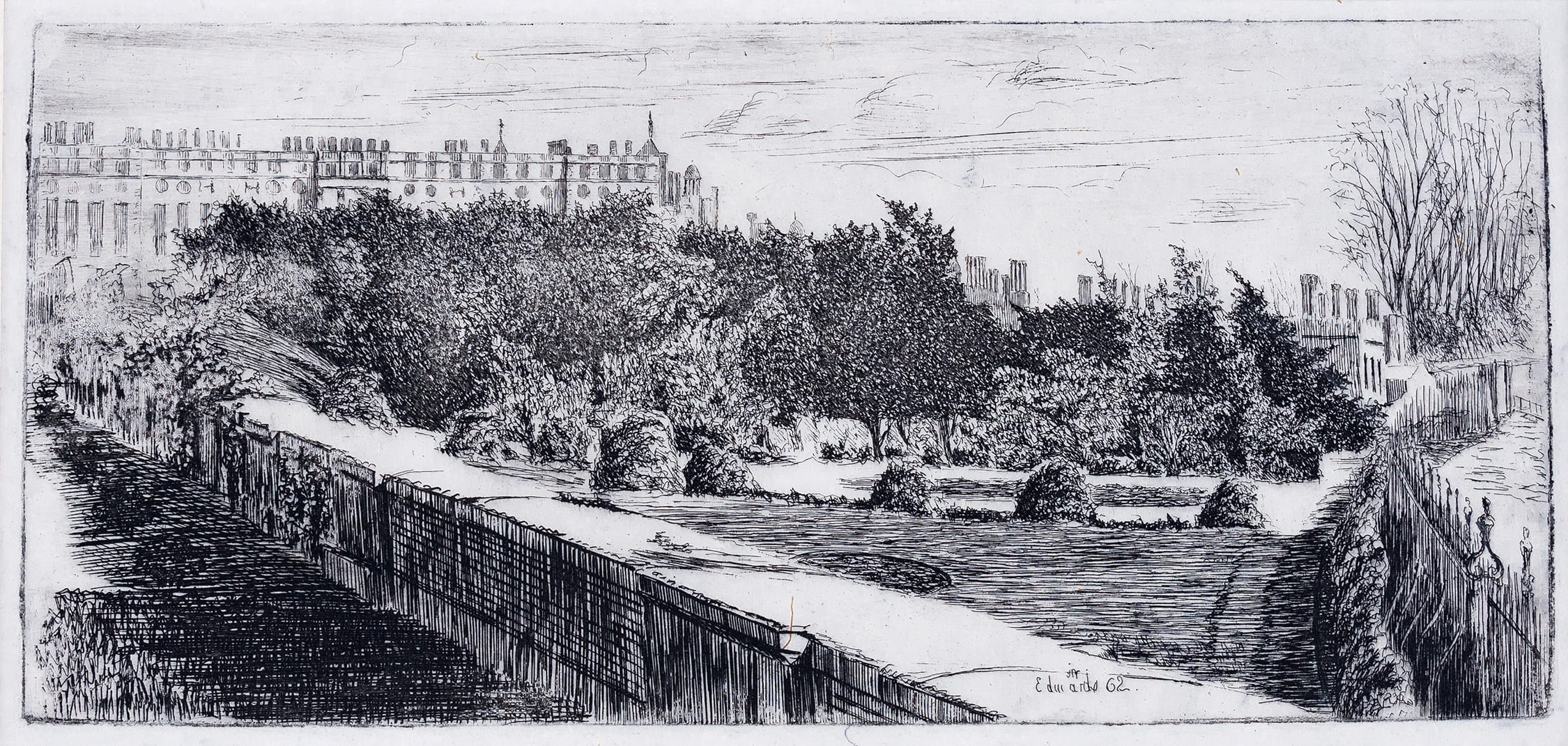
A Hampton Court-palota 1862-ben.

Augusztus 8-án hivatalosan is bejelentették a király új házasságát, és egy szertartás keretében imádkoztak a házaspárért a Hampton Court-palota királyi kápolnájában.
Katalin a londoni Baynard-kastélyba költözött. Érkezése nem sokat változtatott az udvar életén, kivéve a nagyszámú Howard-rokon érkezését. Fiatal kora miatt nem vett részt az államügyek intézésében. Sir Thomas Heneage minden este meglátogatta a királynét, hogy jelentést tegyen neki a király hogylétéről.
1540 augusztusában a királyné elmenekült Londonból, ahol járvány pusztított, és nászútra ment a királlyal Readingbe, Buckinghambe és Wokingba. Henrik, hogy megünnepelje házasságát, drága felújításokat végeztetett a Whitehall-palotán. A karácsonyt a királyi pár a Hampton Court-palotában töltötte, és a király rengeteg értékes ajándékot adott a királynénak.
Az udvar eközben felkészült a királyné esetleges terhességére. Abban az esetben, ha Katalin valóban várandósnak bizonyul, 1541 pünkösdvasárnapján tervezték megkoronázni.

## Bukása
A későbbi vádak alapján a királyné 1541 tavaszán kezdte meg házasságtörő viszonyát távoli rokonával, Thomas Culpeperrel, aki a király egyik kedvenc udvarnoka volt. Mielőtt a király felfigyelt volna rá, Katalin fontolgatta, hogy összeházasodik Culpeperrel. Titkos találkozóikat állítólag Katalin egyik udvarhölgye, Jane Boleyn, Rochford vikomtné (sz. Parker), Boleyn Anna testvérének, a kivégzett George Boleynnek özvegye szervezte.
Emberek, akik állításuk szerint Lambethben szemtanúi voltak Katalin szerelmi viszonyainak, most kapcsolatba léptek a királynéval, szívességeket kérve a hallgatásukért cserébe, és néhányan valószínűleg kinevezéseket kaptak a király udvarba.
Eddigre a király megbánta Cromwell kivégeztetését, és azzal vádolta udvartartása tagjait, hogy hamis vádakkal vették rá őt egy hűséges tanácsadó kivégzésére.
John Lassels, egy Cromwell-párti udvarnok felkereste Canterbury érsekét, Thomas Cranmert, és elmondta neki, hogy testvére, Mary, azért nem akart bekerülni Katalin királyné udvartartásába, mert szemtanúja volt az asszony "könnyed" viselkedésének, amikor együtt éltek Norfolk özvegy hercegnéjének háztartásában. Az érsek kihallgatta Mary Lasselst, aki azt állította, hogy a királyné szexuális természetű viszonyokat folytatott, mielőtt a király felfigyelt volna rá.

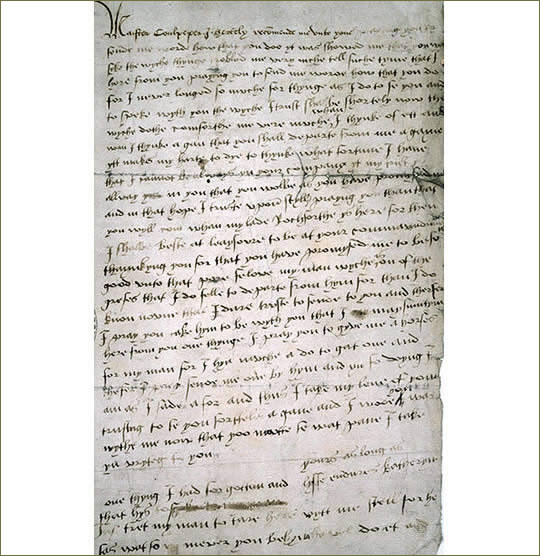
Howard Katalin szerelmes levele Thomas Culpepernek, amelyet a férfi hálószobájában találtak meg Cranmer érsek nyomozása során.

Cranmer érsek felhasználta a vádakat ellenségei, a római katolikus Norfolkok ellen. Kihallgatták Lady Rochfordot, aki, mivel kínvallatástól tartott, elmondta, hogy látta Culpepert elhagyni a királyné hálószobáját. A nyomozás során Culpeper szobájában találtak egy szerelmes levelet Katalin királyné kézírásával.
1541. november 1-jén a király elrendezte, hogy amikor a királyi kápolnában imádkozik mindenszentek alkalmából, adják át neki a levelet, amely felsorolta a királyné ellen szóló vádakat. November 7-én Cranmer érsek és az általa vezetett, királyi tanácsadokól álló küldöttség a Winchester-palotába vonult, hogy kikérdezzék a királynét, akit zavarodott állapotban találtak, és aki képtelen volt összefüggően beszélni, annyira, hogy még az érsek is megsajnálta.

## Bebörtönzése és kivégzése
Amennyiben a nyomozásnak sikerült volna bizonyítékot találni arra, hogy Katalin és Francis Dereham házassági esküt tettek egymásnak, ezzel a korabeli egyház szemében házassá váltak volna, érvénytelenítve Katalin és Henrik házasságát, és semmissé téve a házasságtörés vádját. Ebben az esetben a király száműzhette volna Katalint kivégzés helyett, ám a királyné tagadta az eskütételt és azt állította, hogy Dereham megerőszakolta őt.
1541. november 23-án Katalint megfosztották a királynéi címtől és bebörtönözték a Middlesex-megyei Syon-apátságban, amely korábban kolostorként működött, itt töltötte az elkövetkező telet. Kötelezték, hogy adja vissza a gyűrűt, amelyet Henriktől kapott, ez szimbolizálta királyi és törvényes jogainak elvételét. Henrikkel nem találkozott újra. A házasságot hivatalosan nem érvénytelenítették.
Thomas Culpepert és Francis Derehamet 1541. december 1-jén halálra ítélték hazaárulásért és felségsértésért. December 10-én végezték ki őket Tyburnben: Culpepert lefejezték, Derehamet felakasztották, kibelezték és felnégyelték. A kor szokása szerint a fejüket karókon kitűzték a London Bridge-re. Katalin több rokonát is letartóztatták és a Towerbe zárták. Norfolk hercege, Katalin nagybátyja visszavonult Kenninghallbe, és bocsánatkérő levelet írt a királynak, amelyben minden felelősséget unokahúgára és mostohaanyjára (Agnes Howardra, Norfolk özvegy hercegnéjére, Katalin nevelőjére) hárított, így elkerülve ezt a sorsot.
A bebörtönzött Howard-családtagokat bíróság elé állították, bűnösnek találták árulás leplezésében, és élethosszig tartó börtönbüntetésre és birtokfosztásra ítélték.
1542. január 29-én a parlament bemutatott egy törvényjavaslatot, amely alapján, ha a királyné elmulasztotta az esküvőtől számított húsz napon belül a király tudomására hoznia, milyen szexuális kapcsolatai voltak korábban, vagy valakit arra bátorított, hogy házasságtörést kövessen el, árulást követett el, és halállal kellett büntetni. A törvényt február 7-én elfogadták, ezzel Katalin visszamenőlegesen bűnössé vált, és a Derehammel váltott esetleges házassági eskü kérdése is tárgytalanná vált. Az ügyben nem tartottak szabályos bírósági tárgyalást.
Amikor a királyi tanács tagjai 1542. február 10-én elmentek Katalinért, ő állítólag kétségbeesetten sikoltozni kezdett, miközben feltették az uszályra, amely a Towerbe szállította. Az uszály áthaladt a London Bridge alatt, ahol Culpeper és Dereham feje volt karóra tűzve. Az Árulók Kapuján vezették be a Towerbe, ahol egy börtöncellában helyezték el. Másnap a törvényjavaslat megkapta a király pecsétet, és Katalin kivégzését kitűzték 1542. február 13-án reggel hét órára. A kivégzés megszervezését Sir John Gage-re, a Tower connétable-jára bízták.
A kivégzése előtti éjszakán Katalin állítólag órákig gyakorolta, hogyan fektesse a fejét a tönkre, amelyet a kérésére felvittek a cellájába. Közvetlenül a kivégzés előtt higgadt volt, de sápadtnak és rémültnek tűnt, segítségre volt szüksége, hogy felmásszon az emelvényre.
Utolsó szavaival  Katalin bűnei bocsánatát kérte, elismerve, hogy megérdemelt volna "ezer halált halni" a király elárulásáért, aki mindig olyan kegyes volt vele, "megérdemeltként és igazságosnak" nevezte a büntetését, majd kegyelmet kért családja számára, és megkérte a jelenlévőket, hogy imádkozzanak a lelkéért. Ez egy, a korban tipikusnak számító beszéd volt, mivel a halálra ítéltek utolsó szavait jelentették a királynak, és ők így próbálták meg megvédeni a családtagjaikat. Katalint beszéde után egyetlen fejszecsapással lefejezték. A kivégzésen jelen volt Katalin néhány rokona, így unokatestvére, Norfolk hercegének fia, [Henry Howard, Surrey grófja is, aki megőrizte státuszát a király kegyeltjeként. VIII. Henrik nem volt jelen.
Lady Rochfordot közvetlenül Katalin után végezték ki, szintén a Towerben. Mindkettőjük holttestét jeltelen sírba temették a közeli Bebörtönzött Szent Péter-kápolnában, ahova Katalin unokatestvéreit, Boleyn Annát és George Boleynt is temették.
Viktória királynő uralkodása alatt restaurálták a kápolnát, és azonosították az ott eltemetett testek egy részét, de Howard Katalinét nem. Emlékét egy tábla őrzi a kápolna nyugati falán, amely mindazokra emlékszik, akik a Towerben haltak meg.

## További irodalom
- Fraser, Antonia: VIII. Henrik hat felesége, Budapest, Európa Könyvkiadó, 1997 (eredeti kiadás: F., A.: The Six Wives of Henry VIII, London, Mandarin, 1993)
- Panzer, Marita A.: Nők az angol trónon – Anglia királynői és királynéi, Budapest, GABO, 2007 (eredeti kiadás: P., M. A.: Englands Königinnen. Von den Tudors zu den Windsors, Regensburg, Verlag Friedrich Pustet, 2001)
- David Hilliam: Királyok, királynék és fattyak. Ki kicsoda az angol királyság történetében Egberttől II. Erzsébetig. Debrecen: Héjja és Fiai. 2007. ISBN 978 963 7054 396 (150-151. oldal)

| Előző Klevei Anna | Anglia királynéja 1540 – 1542 | Következő Parr Katalin |